# Kronologija Domovinskog rata: rujan 1996.

### 1. rujna
- Stručnjaci Međunarodnog suda za ratne zločine (ICTY) i međunarodne organizacije Liječnici za ljudska prava počeli ekshumaciju žrtava iz masovne grobnice na Ovčari nedaleko Vukovara.[1]
- Predsjednika tzv. republike srpske krajine Gorana Hadžića, ministra obrane Đorđa Bjegovića, zapovjednika oružanih snaga Milu Novakovića i njegova zamjenika Kostu Novakovića sud u Šibeniku pravomoćno osudio na 20 godina zatvora.[1]
- Drugog dana glasovanja državljana BiH koji su na izbore izišli u Hrvatskoj odazvalo se 65.195 birača, ili 56 posto.[1]

### 3. rujna
- Stručna skupina vladine Komisije za zatočene i nestale nastavila na području Hrvatske Kostajnice, Petrinje i Gline iskop posmrtnih ostataka civila i hrvatskih branitelja, žrtava velikosrpske agresije na Hrvatsku.[1]

### 4. rujna
- Tijekom predizbornog promidžbenog skupa HDZ-a BiH u Bugojnu napadnuto vozilo veleposlanika RH u BiH Darinka Bage.[1]
- Bivši ministar vanjskih poslova Velike Britanije Douglas Hurd, koji je odigrao, prema mnogima, ključnu ulogu, doduše negativnu, u ratu na jugoistoku Europe,ponovno došao u Beograd kao zamjenik direktora jedne od najvećih britanskih banaka, ali sada u ulozi srpskog poslovnog partnera.[1]

### 5. rujna
- U Vukovaru održana prva konferencija za novinare ICTY-a u povodu otvaranja masovne grobnice na Ovčari.[1]
- Predstavnik Organizacije za sigurnost i suradnju u Europi (OESS) potvrdio je u Beču da je ta organizacija financirala izbornu kampanju Stanke srpskog Jedinstva (SSJ), koju vodi bivši vođa srpske paravojske Željko Ražnatović Arkan.[1]

### 6. rujna
- Nakon izbora za BiH državljane u Hrvatskoj, izborne kutije predane OESS-u - od 117.339 bosanskohercegovačkih državljana prijavljenih za glasovanje u Hrvatskoj na izbore se odazvalo 79,7 posto.[1]
- Snažan potres zahvatio dubrovačko područje - epicentar potresa jačine šest stupnjeva Richterove ljestvice bio u stonskom području, a gradu Stonu prouzročio velike štete.[1]
- U Bihaću počelo suđenje bivšem članu Predsjedništva BiH Fikretu Abdiću.[1]

### 7. rujna
- Između Slavonskog i Bosanskog Broda pušten u promet obnovljeni most za potrebe IFOR-a i međunarodnih humanitarnih udruga.[1]

### 8. rujna
- Zahuktavanjem predizborne utrke u Sarajevu, pojačava se antihrvatska kampanja u BiH.[1]
- Predsjedništvo BiH, na sjednici u Sarajevu, razmatralo i poduprlo predložene izmjene Zakona o organizaciji i radu republičke Agencije za istraživanje i dokumentaciju (AID). Odlučeno da se policijske ovlasti AID-a prenesu na MUP Federacije BiH.[1]

### 9. rujna
- Razmjenom nota u Zagrebu i Beogradu, Republika Hrvatska i Savezna Republika Jugoslavija, temeljem članka 3. Sporazuma o normalizaciji odnosa između RH i SRJ, uspostavile pune diplomatske i konzularne odnose.[1]

### 11. rujna
- Na Međunarodnoj poslovnoj konferenciji, održanoj u Londonu, Hrvatska prvi put službeno predstavljena u zapadnim poslovnim krugovima kao srednjoeuropska zemlja bez balkanskih atributa.[2]

### 13. rujna
- Izaslanstvo američke vlade i Kongresa, koje predvodi Richard Holbrooke, doputovalo u BiH kako bi nadziralo provedbu izbora - uz 16 članova američkog Kongresa, u izaslanstvu pomoćnici američkog tajnika Kornblum i Shatuck, a planirano da oni u pet posebnih timova posjete područja Mostara, Banje Luke, Tuzle, Brčkog i Goražda.[2]
- U Bugojnu, noć uoči izbora, eksplozivom razorena kuća Hrvata Stjepana Vukadina, člana lokalnog izbornog povjerenstva.[2]

### 14. rujna
- Održani izbori u BiH, koji se ocjenjuju kao najkompliciraniji u povijesti i na kojima je sudjelovalo između 2,5 i 2,9 milijuna glasača.[2]
- Haaški sud raspisao međunarodnu tjeralicu za Ivicom Rajićem, optuženim za ratne zločine u Stupnom Dolu.[2]

### 15. rujna
- Prema prvim neslužbenim podacima, na prve poslijeratne izbore u BiH izišlo približno 70 posto birača.[2]

### 16. rujna
- Izborna apelacijska potkomisija primila 75 pritužbi na regularnost glasovanja u BiH.[2]
- Zapadni promatrači, uključujući i Richarda Holbrooka, ustvrdili kako ništa nije narušilo vjerodostojnost izbora u BiH.[2]

### 17. rujna
- Predsjednik Tuđman primio u Zagrebu Hasana Muratovića, predsjednika Vlade BiH, koji ga je obavijestio o izborima u BiH.[2]
- U Zagrebu preminuo šibenski biskup i potpredsjednik Hrvatske biskupske konferencije Srećko Badurina.[2]
- Glavni tužitelj Međunarodnog suda za ratne zločine na prostoru bivše Jugoslavije Richard Goldstone ponovno kritizirao NATO-snage zato što nisu uhitile Radovana Karadžića i Ratka Mladića.[2]

### 18. rujna
- Završeno prebrojavanje glasova za Predsjedništvo BiH - novi predsjedatelj tročlanog Predsjedništva BiH Alija Izetbegović dobio 729.034 glasa, član Predsjedništva Krešimir Zubak dobio 342.007 glasova, a Momčilo Krajišnik dobio 690.373 glasa.[2]
- Dokument o ratnim zločinima Alije Izetbegovića i dr. Safeta Ćibe nad Hrvatima općine Konjic 1993. g. službeno predstavljen javnosti na sastanku Općinskog odbora HDZ-a Konjica održanog u Mostaru.[2]

### 19. rujna
- Hrvatska odbacuje optužbe ICTY-a prema kojima je njezina vojska bila umiješana u sukob s Muslimanima 1993. u srednjoj Bosni.[2]
- U Sarajevu uspostavljen Vrhovni sud Federacije BiH.[2]

### 20. rujna
- Hrvatska se drži zadanih rokova mirne reintegracije, uključujući i provođenje izbora do 15. prosinca, te svršetak mandata UNTAES-a do 15. siječnja 1997. godine, rekao u Osijeku predstojnik Vladina Ureda Ivica Vrkić.[2]
- Francusko ministarstvo vanjskih poslova službeno objavilo da će se 3. listopada u Parizu sastati predsjednik Predsjedništva BiH Alija Izetbegović i srbijanski predsjednik Slobodan Milošević.[2]

### 22. rujna
- Općinski izbori u BiH održat će se od 22. do 24. studenog o.g., priopćeno na konferenciji za novinare u OESS-ovu Press-centru u Sarajevu.[3]
- Legitimnost izbora u BiH sve više je pod sumnjom - The Sunday Times iznosi kako su statističari UN-a utvrdili nemoguć odaziv birača, jer prema podacima UN-a na birališta je izišlo između 103 i 107 posto Muslimana, od 97 do 101 posto Srba, a jedino se odaziv Hrvata kretao u legitimnim granicama, između 77 i 91 posto.[3]

### 23. rujna
- Misija Međunarodnog monetarnog fonda pozitivno ocijenila trenutačno stanje u hrvatskoj ekonomiji i dosege Vladina ekonomskog programa.[3]
- Izborni stožer HDZ-a BiH uputio prosvjed predsjedatelju Privremenog izbornog povjerenstva misije OESS-a u Sarajevu Robertu Frowicku u svezi objave izbornih rezultata od strane OESS-a.[3]
- U Strasbourgu počelo jesensko zasjedanje Parlamentarne skupštine Vijeća Europe zajedno s Hrvatskom kao zasebnim gostom, jer njezino članstvo u međuvremenu nije potvrdio Ministarski odbor Vijeća Europe.[3]

### 25. rujna
- Vijeće sigurnosti UN-a odgodilo raspravu o ukidanju sankcija protiv Jugoslavije.[3]

### 26. rujna
- Vlada SAD-a prekinula isporuku oružja namijenjenog opremanju obrambenih vojnih snaga Federacije BiH, zbog neispunjavanja obveza koje su federalni partneri preuzeli kako bi se uspostavio jedinstven obrambeni sustav.[3]

### 27. rujna
- Zastupnički dom Sabora RH donio jednoglasno Rezoluciju o prestanku mandata UNTAES-a 15. siječnja 1996., te predaji Prijelazne uprave za hrvatsko Podunavlje pod potpunu vlast Republike Hrvatske, čime bi bili ispoštovani rokovi iz Temeljnog sporazuma.[3]
- Predsjednik Tuđman u Predsjedničkim dvorima primio predsjednika Predsjedništva BiH Aliju Izetbegovića na njegovu povratku iz New Yorka sa zasjedanja Opće skupštine UN-a.[3]
- U Trpinji nedaleko Vukovara Srbi pretukli uredno najavljenog hrvatskog matičara, koji je došao radi uvida u matične knjige, a UNTAES ništa nije učinio da ga zaštiti.[3]

### 28. rujna
- Skupina međunarodnih neovisnih promatrača osudila OESS zbog odbijanja da ponovno prebroji glasačke listiće u BiH, kako bi se provjerilo je li bilo eventualnih prijevara.[3]
- Predsjednik Tuđman posjetio Ston i osobno se uvjerio u razmjere katastrofalnog potresa koji je pogodio to područje na jugu Hrvatske.[3]

### 29. rujna
- Sedam industrijski najrazvijenijih zemalja svijeta (G7) pozvalo BiH da hitno dovrši program ekonomskih reformi s MMF-om, kako bi se zemlja počela oporavljati od četverogodišnjeg rata.[3]

### 30. rujna
- Provodi se reintegracija u Hrvatsku, a sebe ćemo naći unutar Hrvatske kako bismo srpskom narodu zajamčili da će moći opstati ovdje, rekao za novosadski Dnevnik Vojislav Stanimirović, predsjednik vlade sbo.[3]